# Etienne Shew-Atjon
Etienne Shew-Atjon (ur. 24 listopada 1974 w Rotterdamie) – holenderski piłkarz występujący na pozycji obrońcy. Obecnie pozostaje bez klubu.

## Kariera
Shew-Atjon karierę rozpoczynał w amatorskim SC Botlek. Potem był graczem VV Rozenburg, a w 1996 roku przeszedł do rezerw Feyenoordu. Tam spędził dwa lata. W 1998 roku podpisał kontrakt z klubem FC Utrecht. W Eredivisie zadebiutował 23 sierpnia 1998 w wygranym 4:2 meczu z NAC Breda. Od czasu debiutu Shew-Atjon pełnił rolę rezerwowego w Utrechcie. 9 września 1998 w wygranym 4:1 meczu z MVV Maastricht zdobył pierwszą w trakcie gry w Eredivisie. W 2002 roku dotarł z Utrechtem do finału Pucharu Holandii, jednak jego klub przegrał tam 2:3 z Ajaxem Amsterdam. W 2003 roku FC Utrecht ponownie zagrał w finale Pucharu Holandii, ale tym razem wygrał te rozgrywki po pokonaniu tam Feyenoord 4:1. W 2004 roku drugi raz rzędu został triumfatorem Pucharu Holandii (w finale 1:0 z FC Twente). Również w 2004 roku zdobył Superpuchar Holandii. W 2009 roku kontrakt Shew-Atjona z Utrechtem wygasł i przeszedł do FC Dordrecht